# 恒大物業
恒大物業集團有限公司，簡稱恒大物業集團和恒大物業（英語：Evergrande Property Services Group Limited，港交所：6666），在1997年由中國恒大集團（前身「恒大地產集團有限公司」，已清盤）當時總部於廣州設立經營多元物业管理服务，現時總部位於深圳。

## 事件
股份在2020年12月2日於港交所主板上市。集資額為158億港元，已引入23名基石投資者，當中包括商湯科技、中國燃氣、招商局資本、華置大股東陳凱韻、騰訊、雲峰基金等的中港投資者，招股定價為9.75港元，全球發售股份為1,621,622,000股。
2021年1月，恆大物業以15億收購寧波市雅太酒店物業服務有限公司。
2021年10月20日，恆大集團宣布已終止出售恒大物業51%股份予合生創展之協議，合生創展隨後發公告指不接受恆大這一決定。
2024年1月26日晚间，恒大物业发布内部消息公告称，有关约134亿元人民币存款质押被强制执行一事，公司全资附属子公司已向广东省广州市中级人民法院提起诉讼，公司已收到法院正式接受立案的通知。本次恒大物业共提起七项诉讼，诉讼对象为恒大系相关公司，涉及金额合计超过114亿元。

## 連結
- evergrandeservice.com （页面存档备份，存于）